# 12470 Пінотті
12470 Пінотті (12470 Pinotti) — астероїд головного поясу, відкритий 31 січня 1997 року.
Тіссеранів параметр щодо Юпітера — 3,602.